# Lesnická naučná stezka Sokol

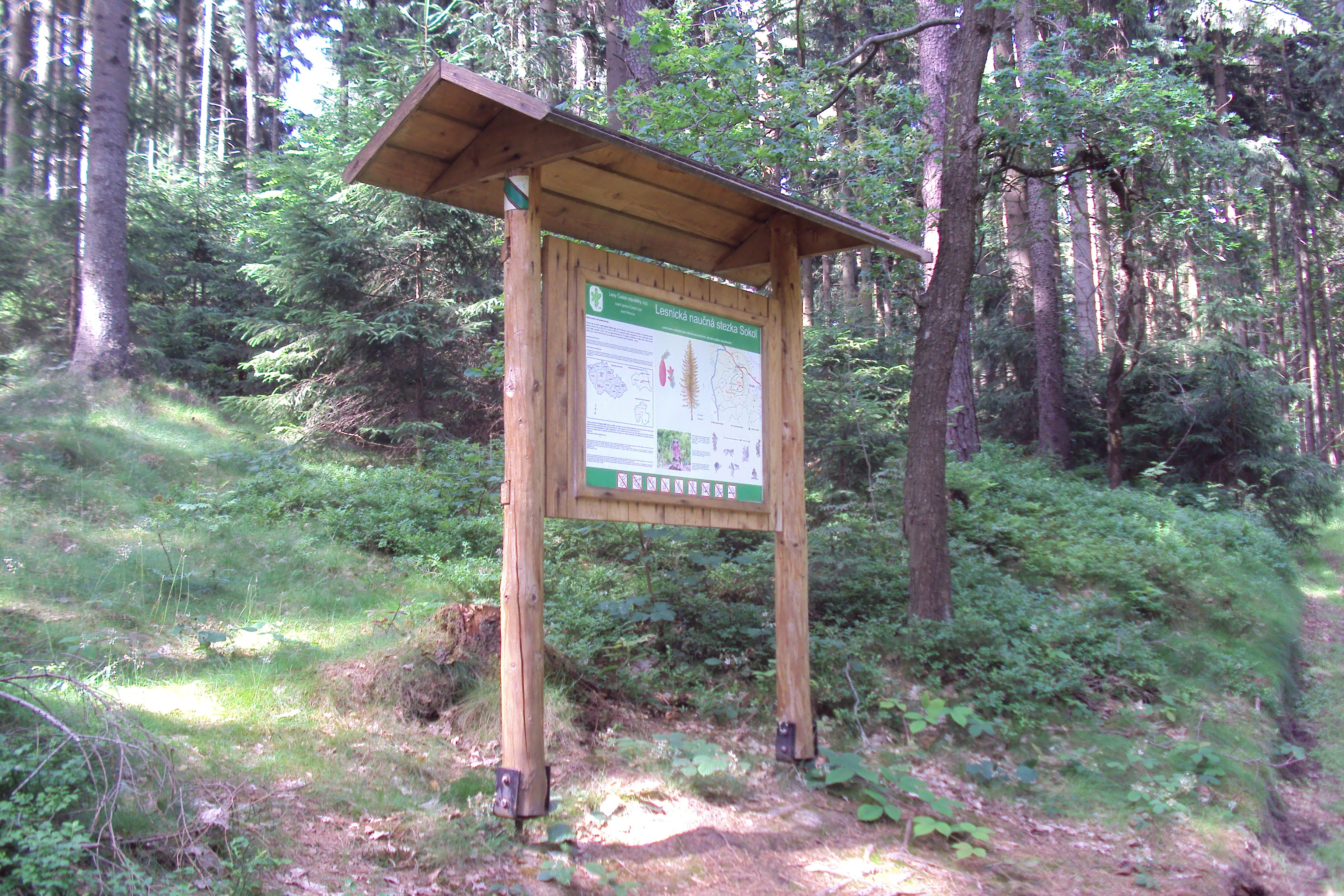
Panel LNS Sokol od studánky

Lesnická naučná stezka Sokol byla vybudována v roce 2008 státním podnikem Lesy České republiky na svazích kopce Sokol v Lužických horách.

## Základní údaje
Nedaleko městečka Jablonné v Podještědí a obce Petrovice v okrese Liberec směrem na Hvozd je zalesněný kopec Sokol (592 m n. m.), na jehož vrcholu jsou zbytky středověkého hradu Falkenberk. Velký Sokol je oddělen sedlem od Malého Sokola, kopce s výškou 523 m.

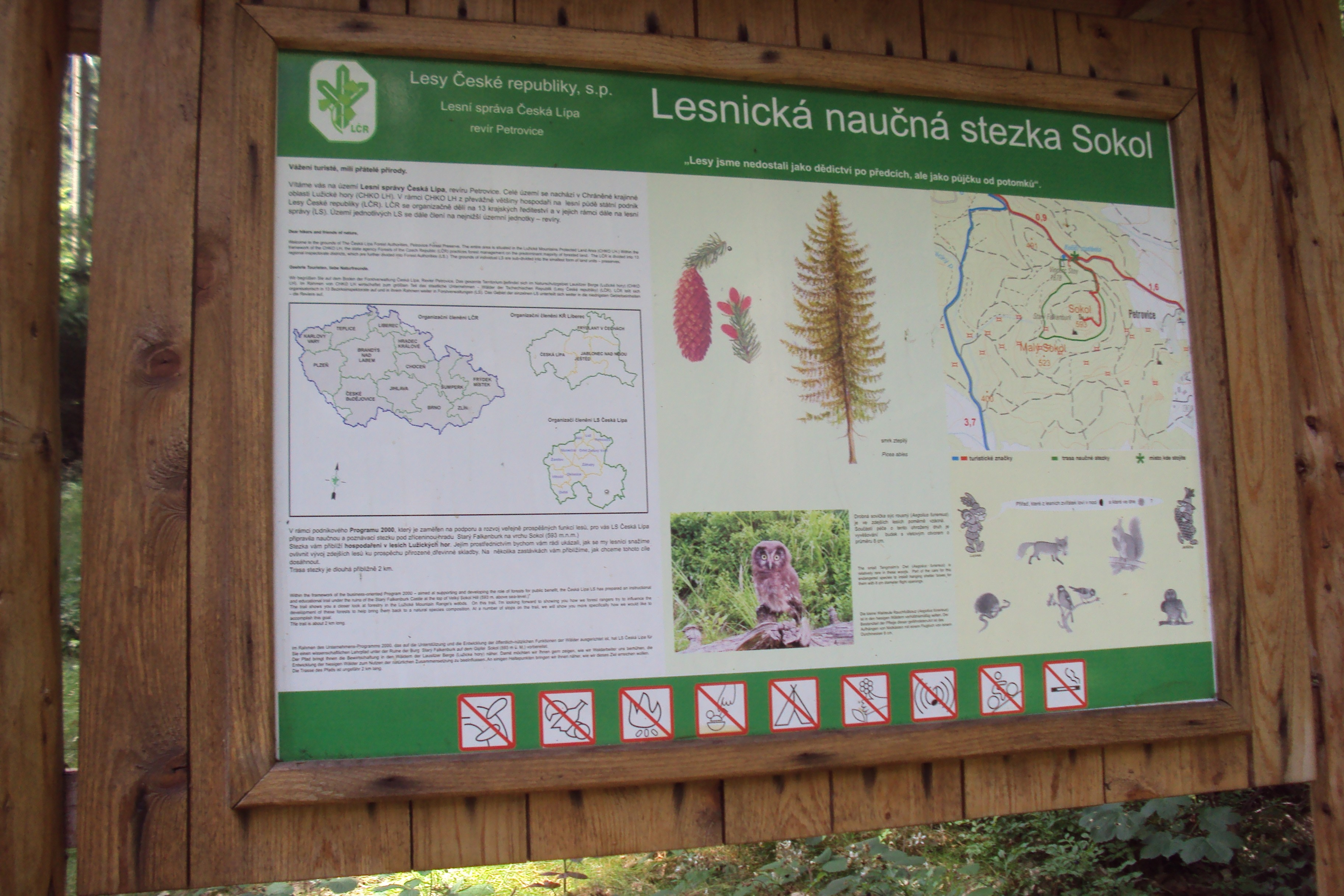
Panel LNS zblízka

Dne 18. dubna 2008 zde zástupci českolipské lesní správy státního podniku Lesy České republiky s. p. slavnostně otevřeli vybudovanou naučnou stezku. Zároveň byl odhalen pomník lesnického adjunkta Vincence Stoye k uctění jeho památky po 150 letech od jeho smrti.
Stezka je dlouhá 1 800 metrů, začíná i končí u Kočičí studánky při cestě k vrcholu, na její trase je umístěno 5 panelů. Nevede na vrchol, jen po cestách na svazích kopce a sedlem mezi Malým a Velkým Sokolem. Značení je provedeno dle regulí značkařů Klubu českých turistů a v zelené barvě. Obsahem panelů psaných ve třech jazycích je poskytnout návštěvníkům dostatečné informace o zdejších lesích Lužických hor.
K financování akce byl využit Program 2000, který je určen i na budování naučných stezek.

## Seznam zastavení trasy
Na trase je pět panelů s tímto obsahem:

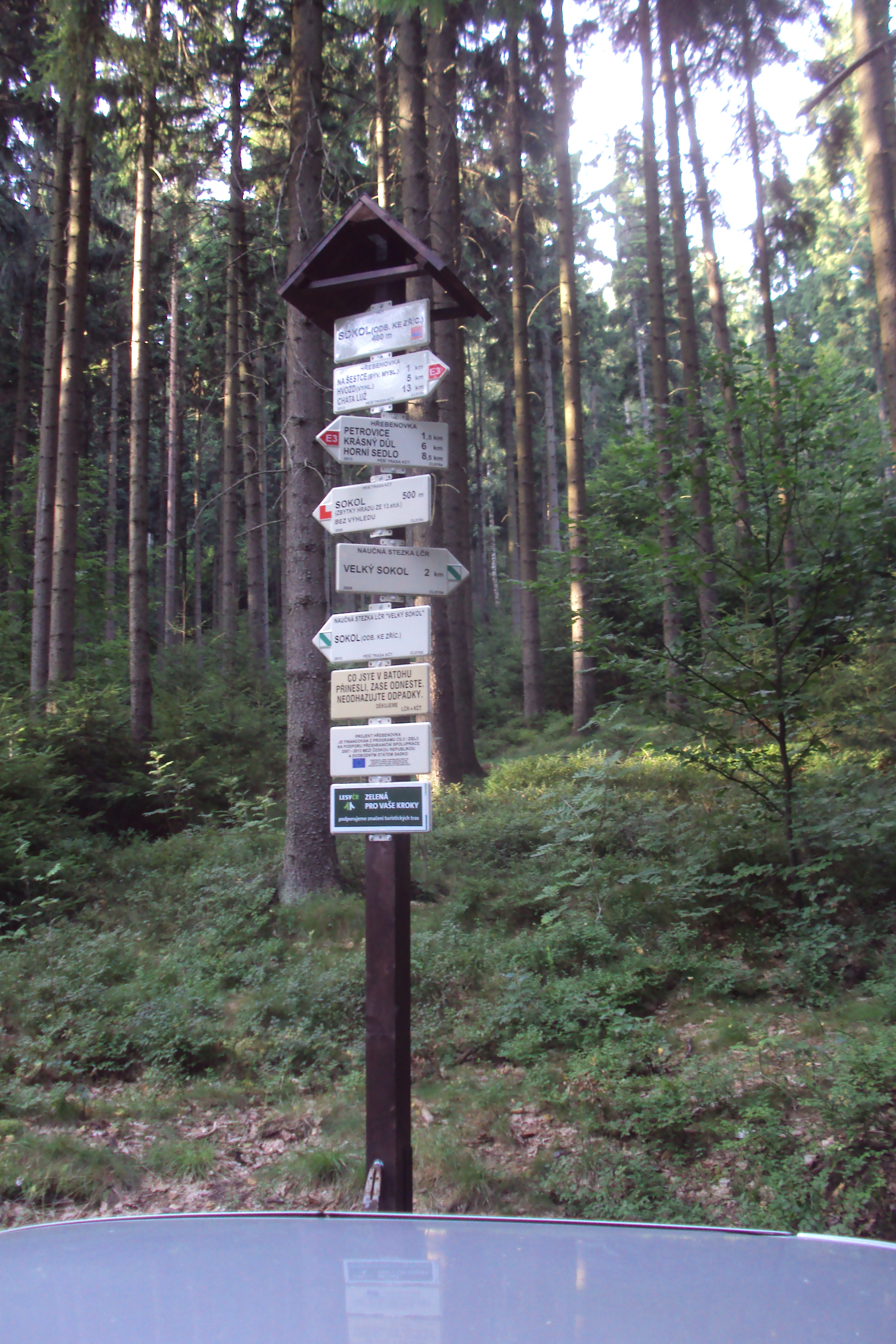
Rozcestník na počátku okruhu

- 1. Úvodní tabule stezky
- 2. Historie zdejších lesů
- 3. Druhová skladba lesů
- 4. Péče o les
- 5. Obnova lesa

## Cestovní ruch
Kočičí studánka je na mezinárodní červeně značené turistické trase E3 vedoucí od 1,5 km vzdálených Petrovic na vrcholy Lužických hor. Vlastní naučný okruh není určen pro cykloturisty. Petrovicemi je vedena silnice č. 270 od Jablonného na sever do Saska.  Nejbližší železniční zastávka je v Jablonném v Podještědí na trati 086 z České Lípy do Liberce.